# Chang Bingyu
Chang Bingyu ( chiń. 常冰玉 ; ur. 8 sierpnia 2002 w Golmud) – chiński  snookerzysta, który w 2023 roku został ukarany dwuletnim zakazem uczestnictwa w zawodach po dopuszczeniu się przestępstwa ustawiania meczów.
W grudniu 2022 r. Chang został zawieszony z powodu dochodzenia w sprawie ustawiania meczów. W styczniu 2023 r. World Professional Billiards and Snooker Association oskarżyła go o ustawienie meczu. Po rozprawie przed niezależnym trybunałem Chang został wykluczony z zawodów zawodowych na dwa lata, do 7 grudnia 2024 r.  Po powrocie z zakazu wygrał Asia-Pacific Snooker Championship 2025, co dało mu kwalifikację do udziału w zawodowym World Snooker Tour na kolejne dwa sezony ( 2025/26 i 2026/27).

## Kariera

### Wczesna kariera
Chang Bingyu urodził się 8 sierpnia 2002 roku w Golmud, Qinghai. W grudniu 2009 roku jego rodzina osiedliła się w Urumczi w prowincji Xinjiang. Zaczął grać w snookera mając 6 lat. W wieku 10 lat zaliczył na treningu swój pierwszy maksymalny break 147. Jego ojciec, Chang Xudong, sprzedał dom rodzinny i zrezygnował z pracy inżyniera, aby pomóc synowi w karierze. Obaj zaczęli wspólnie trenować. Przeprowadzili się do Guangdong, a Chang rozpoczął współpracę z trenerem brytyjskiego pochodzenia Rogerem Leightonem w Wiraka Academy.
Swój pierwszy turniejowy break maksymalny rozegrał w Kantonie, mając 14 lat. Nagranie zostało szeroko rozpowszechnione w mediach społecznościowych. Wygrał także turniej juniorów w Kantonie, pokonując Duana Yanfenga 5–1. Po zwycięstwach na szczeblu U14 i U16 w Xi'an i Taishan, Chang skoncentrował się na turniejach U18 i U21. W 2017 roku Chang wygrał Mistrzostwa Chin Juniorów w Yangzhou, pokonując He Guoqianga 4–0.
Później w tym samym roku Chang osiągnął swój pierwszy znaczący wynik w imprezie seniorskiej w ramach chińskiej touru. Pokonując doświadczonych Mei Xiwen, Ju Reti i Chen Feilonga, dotarł do finału turnieju Baoying Open, w którym nieznacznie przegrał 4-5 z Cao Yupengiem po odrobieniu straty 1-4. Były trener Dinga Junhui'a, Wu Wenzhong, powiedział, że uważał, że Chang był lepszy od Dinga, gdy miał 15 lat. 
W 2018 roku Chang Bingyu wygrał Mistrzostwa Świata IBSF w Snookerze, najważniejsze wydarzenie amatorskie. W finale pokonał He Guoqianga 8–3. 
Chang Bingyu otrzymał także zaproszenia na turnieje World Open (gdzie pokonał Jimmy'ego Robertsona), Shanghai Masters, China Championship (gdzie pokonał Robertsona i Roberta Milkinsa), International Championship i China Open (gdzie pokonał Marka Davisa).
W 2019 roku Chang zajął pierwsze miejsce w rankingu amatorów w Chinach, kwalifikując się tym samym do World Snooker Tour na sezony 2019/20 i 2020/21. Wraz z ojcem przeprowadził się do Anglii, gdzie początkowo trenował w Q House Academy w Darlington, a później w Victoria Snooker Academy w Sheffield.

### Sezon 2019/20
Pierwszym meczem Chang Bingyu jako profesjonalisty było zwycięstwo 4–2 nad Ianem Burnsem w eliminacjach do Masters w Rydze. Niestety, problemy z wizą uniemożliwiły mu przyjazd do Rygi i udział w głównym turnieju. Najlepsze zwycięstwo Changa w sezonie odniósł w meczu z Tomem Fordem w turnieju World Open. W  Shoot Out uzyskał break 120 punktów, co zdaniem komentatora Neala Fouldsa przypominało mu Marka Williamsa.
Z powodu wybuchu epidemii COVID-19 sezon został zawieszony, a Chang wrócił do Chin. Postanowił nie wracać po wznowieniu sezonu i nie wziął udziału w Mistrzostwach Świata w Snookerze 2020. Sezon zakończył na 103. miejscu.

### Sezon 2020/21
Chang rozpoczął swój drugi sezon, potrzebując dobrych wyników, aby utrzymać się wśród zawodowców. Najlepsze wyniki osiągnął w dwóch najważniejszych turniejach. Dotarł do trzeciej rundy UK Championship, pokonując Sama Craigiego i Marka Allena, po czym przegrał nieznacznie z Zhou Yuelongiem 5-6. Na Mistrzostwach Świata pokonał Juliena Leclercqa i Toma Forda, a następnie przegrał  z Lyu Haotianem 6-10. W tym meczu udało mu się uzyskać pięć breaków stupunktowych.
Chang Bingyu zakończył sezon na 69. miejscu w rankingu, ale jego pozycja na liście jednorocznej oznaczała, że uzyskał nową 2-letnią kartę zawodową. Po zakończeniu sezonu, zamiast wracać do Chin, Chang postanowił zostać w Sheffield i popracować nad swoją grą.

### 2025-
W kwietniu 2025 roku pokonał Ryana Thomersona i wygrał Mistrzostwa Azji i Pacyfiku w Snookerze 2025, zdobywając dwuletnią kartę do World Snooker Tour, rozpoczynającą się od sezonu snookerowego 2025/26 .  Na zawodowstwo powrócił w czerwcu 2025 roku w pierwszej rundzie kwalifikacji do Wuhan Open 2025, pokonując Daniela Wellsa 5-4.

## Występy w turniejach w karierze
| Turniej                      | 2016 /17      | 2017 /18      | 2018 /19      | 2019 /20      | 2020 /21      | 2021 /22      | 2022 /23      | 2025 /26 |
| ---------------------------- | ------------- | ------------- | ------------- | ------------- | ------------- | ------------- | ------------- | -------- |
| Ranking                      | [ i ]         | [ i ]         | [ i ]         | [ ii ]        | 78            | [ iii ]       | 81            | [ ii ]   |
| Turnieje rankingowe          |               |               |               |               |               |               |               |          |
| Championship League          | nierankingowy | nierankingowy | nierankingowy | nierankingowy | RR            | 2R            | 2R            | RR       |
| European Masters             | A             | A             | A             | LQ            | 1R            | LQ            | WD            |          |
| British Open                 | nie rozegrano | nie rozegrano | nie rozegrano | nie rozegrano | nie rozegrano | 1R            | 2R            |          |
| Northern Ireland Open        | A             | A             | A             | 1R            | 1R            | LQ            | LQ            |          |
| UK Championship              | A             | A             | A             | 1R            | 3R            | 1R            | LQ            |          |
| Scottish Open                | A             | A             | A             | 2R            | 2R            | 1R            | WD            |          |
| English Open                 | A             | A             | A             | 1R            | 2R            | 1R            | WD            |          |
| World Grand Prix             | DNQ           | DNQ           | DNQ           | DNQ           | DNQ           | DNQ           | DNQ           |          |
| Shoot Out                    | A             | A             | A             | 2R            | WD            | 1R            | WD            |          |
| German Masters               | A             | A             | A             | LQ            | LQ            | LQ            | LQ            |          |
| Welsh Open                   | A             | A             | A             | 1R            | 1R            | LQ            | WD            |          |
| Players Championship         | DNQ           | DNQ           | DNQ           | DNQ           | DNQ           | DNQ           | DNQ           |          |
| WST Classic                  | nie rozegrano | nie rozegrano | nie rozegrano | nie rozegrano | nie rozegrano | nie rozegrano | A             |          |
| Tour Championship            | nie rozegrano | nie rozegrano | DNQ           | DNQ           | DNQ           | DNQ           | DNQ           |          |
| World Championship           | A             | A             | A             | A             | LQ            | LQ            | A             |          |
| Dawne turnieje rankingowe    |               |               |               |               |               |               |               |          |
| China Open                   | A             | LQ            | 1R            | nie rozegrano | nie rozegrano | nie rozegrano | nie rozegrano |          |
| International Championship   | A             | A             | LQ            | 1R            | nie rozegrano | nie rozegrano | nie rozegrano |          |
| China Championship           | NR            | A             | 2R            | LQ            | nie rozegrano | nie rozegrano | nie rozegrano |          |
| World Open                   | A             | A             | 1R            | 1R            | nie rozegrano | nie rozegrano | nie rozegrano |          |
| WST Pro Series               | nie rozegrano | nie rozegrano | nie rozegrano | nie rozegrano | RR            | nie rozegrano | nie rozegrano |          |
| Turkish Masters              | nie rozegrano | nie rozegrano | nie rozegrano | nie rozegrano | nie rozegrano | LQ            | NH            |          |
| Gibraltar Open               | A             | A             | A             | 2R            | 2R            | WD            | NH            |          |
| Dawne turnieje nierankingowe |               |               |               |               |               |               |               |          |
| Haining Open                 | 1R            | 2R            | 3R            | QF            | NH            | A             | NH            |          |

1. 1 2 3  Był amatorem.
2. 1 2  Nowi gracze w Tourze nie mają rankingu.
3. ↑  Gracze, którzy zakwalifikowali się z jednorocznego rankingu zaczynają sezon bez punktów rankingowych.

| Legenda tabeli wyników              | Legenda tabeli wyników       | Legenda tabeli wyników                     | Legenda tabeli wyników                                                              | Legenda tabeli wyników                     | Legenda tabeli wyników                     |
| ----------------------------------- | ---------------------------- | ------------------------------------------ | ----------------------------------------------------------------------------------- | ------------------------------------------ | ------------------------------------------ |
| LQ                                  | odpadnięcie w kwalifikacjach | #R                                         | odpadnięcie we wczesnej fazie turnieju (WR = runda dzikich kart, RR = faza grupowa) | QF                                         | przegrana w ćwierćfinale                   |
| SF                                  | przegrana w półfinale        | F                                          | przegrana w finale                                                                  | W                                          | zwycięstwo                                 |
| DNQ                                 | nie zakwalifikował/a się     | A                                          | nie brał/a udziału                                                                  | WD                                         | zrezygnował/a w trakcie turnieju           |
| Legenda oznaczeń w tabelach wyników |                              |                                            |                                                                                     |                                            |                                            |
| NH / Nie roz.                       | NH / Nie roz.                | Turniej nie odbył się.                     | Turniej nie odbył się.                                                              | Turniej nie odbył się.                     | Turniej nie odbył się.                     |
| NR / Nie-rank.                      | NR / Nie-rank.               | Turniej nie był zaliczany jako rankingowy. | Turniej nie był zaliczany jako rankingowy.                                          | Turniej nie był zaliczany jako rankingowy. | Turniej nie był zaliczany jako rankingowy. |
| R / Rank.                           | R / Rank.                    | Turniej był zaliczany jako rankingowy.     | Turniej był zaliczany jako rankingowy.                                              | Turniej był zaliczany jako rankingowy.     | Turniej był zaliczany jako rankingowy.     |
| MR / Minor-Rank.                    | MR / Minor-Rank.             | Turniej był zaliczany jako minor ranking.  | Turniej był zaliczany jako minor ranking.                                           | Turniej był zaliczany jako minor ranking.  | Turniej był zaliczany jako minor ranking.  |

## Finały w karierze

### Finały Pro-am: 1 (0-1)
| Rezultat  |    | Rok  | Turniej      | Przeciwnik | Wynik |
| --------- | -- | ---- | ------------ | ---------- | ----- |
| Finalista | 1. | 2017 | Baoying Open | Cao Yupeng | 4–5   |

### Finały amatorskie: 1 (1-0)
| Rezultat  |    | Rok  | Turniej                             | Przeciwnik  | Wynik |
| --------- | -- | ---- | ----------------------------------- | ----------- | ----- |
| Zwycięzca | 1. | 2018 | Mistrzostwa Świata w Snookerze IBSF | On Guoqiang | 8–3   |